# Agrochola subdita
Agrochola subdita là một loài bướm đêm trong họ Noctuidae.